# Астра кустарниковая
Symphyotrichum dumosum — вид многолетних травянистых растений рода Symphyotrichum.
Устаревшее, но широко используемое русское название: Астра кустарниковая.
Этот вид, ранее входивший в род Астра (Aster), вместе с другими североамериканскими видами выделен в отдельный род Symphyotrichum.

## Распространение и экология
Восточные районы Северной Америки.

## Ботаническое описание
Корневищный многолетник. Образует подушковидные куртины.
Стебли прямые, сильно ветвящиеся, до 50 см высотой.
Листья сидячие, ланцетные, темно-зеленые, цельнокрайные, многочисленные.
Соцветия до 3 см в диаметре, собраны в рыхлые щитки, язычковые цветки светло-лиловые, реже белые.

## В культуре
В культуре с XVIII века.
Вид морозостоек. Засухоустойчивость низкая.
Почвы: плодородные, щелочные. Местоположение солнечное. Подземная часть растения зимует в виде компактного корневища со многими дочерними почками. 6—7 летний куст имеет более 90 стеблей. С возрастом куст образует на поверхности кочку, что способствует вымерзанию. Для предотвращения этого рекомендуется осенне мульчирование смесью торфа с компостом 1:1.
Размножение делением куста весной, подземными укоренившимися побегами, черенками.

## Болезни и вредители
Поражается мучнистой росой. Старые, слабые растения легко поражаются клещами, а затем заражаются различными инфекционными заболеваниями.
Существуют сорта, устойчивые к различным заболеваниям, например, 'Prof. Anton Kippenberg'.

## Популярные сорта
В англоязычной садоводческой литературе низкорослые сорта, созданные с участием Symphyotrichum dumosum, могут называться Michaelmas Daisies, либо Dwarf Novi-Belgii Asters. Помимо Symphyotrichum dumosum в селекционных программах использовались Symphyotrichum novi-belgii, Symphyotrichum ericoides, Symphyotrichum laeve и другие виды рода Symphyotrichum.
Интенсивная селекционная работа позволила получить около 1000 наименований сортов, из которых на настоящий момент выращивается около трети. Сорта могут сильно отличаться друг от друга, как высотой растений ('Professor Anton Kippenberg' — 60 см, 'Blaue Nachhut' — 1,2 м), и размерами соцветий (от 1,5 до 5 см), так и окраской цветков.
- 'Alice Aslam'. Высота 60—65 см. Куст плотный, шаровидной формы. Соцветия простые, чашевидные, светло-лилово-сиреневые с жёлтым диском. Диаметр соцветия около 3,5 см. Обильное цветение с середины августа[2].
- 'Alice Haslam'. Получена в результате скрещивания Aster dumosus и Aster novi-belgii. Высота растений около 30 см. Листья узкие 3—11 см длиной, 3—8 см шириной. Соцветия розовые с жёлтым центром. Цветение с августа по октябрь. Обильный полив в засушливые периоды предотвращает появление мучнистой росы[3].
- 'Augenweide'. Высота около 30 см. Язычковые цветки фиолетовые, трубчатые жёлтые. Период цветения: август — октябрь. Плотность посадки: 7 шт/м2[4].
- 'Barbados'. Высота около 40 см. Язычковые цветки пурпурно-сиреневые, трубчатые жёлтые. Период цветения: август — октябрь. Плотность посадки: 7 шт/м2[5].
- 'Blue Bouquet'. Куст плотный, компактный, высотой 25 см. Соцветия бледно-голубые с ярко-жёлтым диском. Диаметр соцветия 3—3,5 см. Цветение с конца сентября[2].
- 'Early Blue'. Высота растений около 30—35 см. Язычковые цветки синие, трубчатые жёлтые[6]. Цветение в сентябре-октябре.
- 'Herbstgruss Von Bresserhof'. Высота растений 30—40 см. Листья ланцетовидные. Язычковые цветки сиренево-розовые, трубчатые жёлтые[7]. Диаметр соцветий 3,5—4 см. Цветение с начала октября[2].
- 'Kassel'. Высота около 40 см. Язычковые цветки карминово-красные, трубчатые жёлтые. Период цветения: август — октябрь. Плотность посадки: 7 шт/м2[8].
- 'Lady in Blue'. Куст очень плотный, шаровидной формы, высота около 80 см. Соцветия простые, светло-голубые с жёлтым диском, который затем приобретает красно-бурую окраску. Диаметр соцветия 3—3,5 см. Обильно цветёт с начала сентября[2].
- 'Lady Henry Maddok'. Высота шаровидного куста около 50 см. Соцветия простые, розово-сиреневые, диск вначале жёлтый, а затем красно-бурый. Диаметр соцветия 3,5 см. Отцветшие соцветия снижают декоративность. Цветение — конец августа. Сорт может сильно поражаться мучнистой росой[2].
- 'Lilac Time'. Куст плотный, высотой 60—65 см. Соцветия полумахровые, чашевидные, лилово-розовые, диск светло-жёлтый. Диаметр соцветия 3,5—4 см. Цветёт с середины сентября[2].
- 'Samoa'. Высота около 40 см. Язычковые цветки голобовато-фиолетовые, трубчатые жёлтые. Период цветения: август — октябрь. Плотность посадки: 7 шт/м2[9].
- 'Schneekissen'. Высота около 30 см. Язычковые цветки белые, трубчатые жёлтые. Период цветения: сентябрь — октябрь. Плотность посадки: 7 шт/м2[10].
- 'Silberblaukissen'. Высота около 25 см. Язычковые цветки серебристо-голубые, трубчатые жёлтые. Период цветения: август — октябрь. Плотность посадки: 7 шт/м2[11].
- 'Starlight'. Высота около 40 см. Язычковые цветки бардовые, трубчатые жёлтые. Период цветения: август — октябрь[12].
- 'Professor Anton Kippenberg' (syn. 'New York Aster', 'Michaelmas Daisy').
- 'Rosemarie Salman'. Высота около 40 см. Язычковые цветки розовые, трубчатые жёлтые. Период цветения: август — сентябрь[13].

## Таксономия

### Синонимы
- Aster dumosus var. foliosus Alph.Wood
- Aster dumosus f. monocephalus Farw.
- Aster dumosus var. subracemosus Torr. & A.Gray
- Aster dumosus var. versus Torr. & A.Gray
- Aster dumosus var. violaceus Pursh
- Aster foliolosus Elliott
- Aster foliosus Pers.
- Aster sparsiflorus Michx.[14]

### Естественные разновидности
По данным The Plant List:
- Symphyotrichum dumosum var. dumosum (L.) G.L.Nesom
  - syn. Aster coridifolius Michx.
  - syn. Aster dumosus L.
  - syn. Aster dumosus var. albus Pursh
  - syn. Aster dumosus var. coridifolius (Michx.) Torr. & A.Gray
  - syn. Aster dumosus var. gracilentus Torr. & A.Gray
- Symphyotrichum dumosum var. gracilipes (Wiegand) G.L.Nesom
  - syn. Aster dumosus var. gracilipes Wiegand
  - syn. Aster gracilipes (Wiegand) Alexander
  - syn. Aster gracilipes (Wiegand) Alexander ex Small
- Symphyotrichum dumosum var. pergracile (Wiegand) G.L.Nesom
  - syn. Aster dumosus var. pergracilis Wiegand
- Symphyotrichum dumosum var. strictior (Torr. & A.Gray) G.L.Nesom
  - syn. Aster dumosus var. dodgei Fernald
  - syn. Aster dumosus var. strictior Torr. & A.Gray
  - syn. Symphyotrichum dumosum var. dodgei (Fernald) G.L.Nesom
- Symphyotrichum dumosum var. subulifolium (Torr. & A.Gray) G.L.Nesom
  - syn. Aster dumosus var. subulifolius Torr. & A.Gray